# Hilda Luisa Valdemar Lima
Hilda Luisa Valdemar Lima (Puebla de Zaragoza, Puebla, 17 de abril de 1940-ibid., 22 de noviembre de 2022) fue una política, sindicalista y periodista mexicana, miembro del Partido Revolucionario Institucional (PRI). Fue, entre varios cargos, diputada federal y local.

## Biografía
Realizó sus estudios de primaria, secundaria y normal en la Escuela Normal «Juan Crisóstomo Bonilla» de la ciudad de Puebla y luego en la Escuela Normal Superior «Belisario Domínguez». Tuvo también certificado emitido por la Secretaría de Educación Pública que la acreditaba como locutora categoría A y realizó un cursos sobre liderazgo y administración en el Instituto Estadounidense para el Desarrollo del Sindicalismo Libre en Washington, D. C.
Ejerció como maestra en el Instituto Normal del Estado y en los centros escolares Niños Héroes de Chapultepec, Melchor Ocampo y Aquiles Serdán. Posteriormente realizó una amplia carrera periodística en los medios radiofónicos, siendo locutora en el noticiero «Esquina Radiofónica» de la XEHR-AM y «Tribuna Radiofónica» en la XECD-AM y XHGC-AM.
Paralelamente inicia una carrera política como sindicalista en la Federación de Trabajadores de Puebla (FTP) liderada por Blas Chumacero y organización estatal perteneciente a la Confederación de Trabajadores de México (CTM) del PRI. Ahí fue secretaria de Acción Social del comité estatal de 1975 a 1984 y secretaria de Acción Política de 1984 a 1989. De 1975 a 1987 fue secretaria general de la Federación Obrera de Organizaciones Femeniles de la FTP-CTM, secretaria general adjunta del comité nacional de la Federación Obrera de Organizaciones Femeniles de la República Mexicana de 1982 a 1985 y secretaria de Economía de dicho comité nacional de 1986 a 1989.
En 1976 fue elegida diputada federal suplente por el Distrito 1 de Puebla a la L Legislatura y siendo diputado propietario Nicolás Pérez Pavón, culminando dicho periodo en 1979 sin haber ejercido nunca la titularidad de la diputación. En 1978 fue elegida en propiedad diputada a la XLVII Legislatura del Congreso del Estado de Puebla por el distrito 4 local, terminando su periodo constitucional en 1981; y en 1982 fue ahora elegida diputada federal, de nuevo por el Distrito 1 de Puebla, pero como propietaria para la LII Legislatura que concluye en 1985.
Posteriormente continua con una importante carrera periodística en Puebla, fundando la Asociación de Mujeres Periodistas del Estado de Puebla. Falleció en la ciudad de Puebla el 22 de noviembre de 2022.